# Fouad Lahssaini
Fouad Lahssaini, né le 19 mars 1957 à Casablanca (Maroc) est un homme politique belge bruxellois, membre d'Ecolo. Il est également l'ancien président du CNCD-11.11.11.

## Biographie
Il est licencié en sciences psychologiques et pédagogiques.
En décembre 2008, une conférence sur la question des prisonniers palestiniens en Israël qu'il avait aidée à s'organiser dans les locaux du Parlement belge a provoqué un certain émoi dans les milieux juifs inquiets de l'antisémitisme (European Strategic Intelligence and Security Center, Comité de coordination des organisations juives de Belgique et Forum der Joodse Organisaties (nl)) qui ont prétendu qu'elle avait été initiée par l'Union internationale des parlementaires pour la Palestine dont Dyab Abou Jahjah est le directeur international. La conférence a accueilli des représentants du Hezbollah et de la télévision Al Manar. Fouad Lahssaini a prétendu par la suite que "contrairement à certaines déclarations, Abou Jajah ne co-organisait pas ce colloque." et que "le secrétaire de l’Union Internationale des parlementaires pour la
Palestine (UIPP)" était "un député libanais, certes membre du Hezbollah, mais invité au titre de la fonction de médiateur et de l’expérience qui a été la sienne dans les opérations d’échange de prisonniers entre Israël et le Liban, après la guerre de 2006". Il a aussi prétendu que la commission d'approbation de ces conférences était mis au courant des orateurs et de leurs fonctions, ce qu'ils ont tous niés.
Après la fin de son mandat de parlementaire en 2014, il a quitté la vie politique active.

## Fonctions politiques
- Conseiller communal à Watermael-Boitsfort de 1997 (suppléant appelé à siéger) à 1999
- Député régional bruxellois de 1999 à 2004
- Député fédéral :
  - du 10 juin 2007 au 6 mai 2010.
  - du 29 mars 2012 au 25 mai 2014 (en remplacement de Olivier Deleuze).